# Patricia Hill Collinsová
Patricia Hill Collinsová, nepřechýleně Collins (* 1. května 1948 Filadelfie, Pensylvánie) je americká socioložka, která se celoživotně věnuje otázkám rasy, feminismu a genderu. Ve svém oboru se zaměřuje i na sexuální orientaci a třídní původ, zabývá se výzkumem sociální nerovnosti, konkrétně afroamerické komunity. Je první afroamerickou ženou, která se dostala do čela ASA (American Sociological Association). V roce 2009 se stala její 100. prezidentkou. Mezi její nejznámější díla patří kniha Black Feminist Thought: Knowledge, Consciousness and the Politics of Empowerment, která poprvé vyšla v roce 1990.

## Život
Patricia Hillová se narodila roku 1948 ve Spojených státech amerických, ve Filadelfii ve státě Pensylvánie jako jediné dítě Eunicie Randolphová a Alberta Hilla. Její rodiče se seznámili ve Washingtonu D. C., kam Patriciina matka odcestovala po konci druhé světové války, aby si zde našla práci. Její otec působil v armádě, poté byl válečným veteránem.
Patricia byla horlivou, pracovitou, avšak tichou studentkou. Už během dospívání si všímala, že v kruzích, ve kterých se pohybuje, ať už ve škole nebo později i v pracovním prostředí, je povětšinou jedinou afroamerickou ženou. Neviděla nic špatného na tom, kým je, ale mnoho jiných mělo s její barvou kůže a původem problém. Dle jejích slov se její rozhled zvětšoval, ona však cítila, jak se zmenšuje. Pokusila se uzavřít sama do sebe, abych se tak uchránila před bolestivými, denně se opakujícími útoky, které ji měly naučit a připomenout, že být Afroameričankou, z ní činí něco méně. A tak se cítila menší, byla stále tišší, a nakonec byla skutečně umlčena.
To se ale změnilo. V roce 1965 nastoupila na Brandeis University, kde v roce 1969 obdržela bakalářský titul. Změnou prostředí se jí otevřely nové obzory, mohla pozorovat, jak ostatní žijí, co od života očekávají a jak jednají. Obor sociologie ji poskytl prostor a svobodu k formování a sledování vlastních cílů. Sociologie pro ni měla místo přímo mezi vědami a filozofií. Vědy kladoucí důraz na informace ověřitelné experimentem či pozorováním mohou odhalit některé skryté struktury a vzorce, které na první pohled nemusí být zřejmé, ať už mluvíme o vysvětlování přírodních či sociálních jevů. Filozofie nabízí objasnění a výklad. Obzvláště ji přitahovalo, jakým způsobem se sociologie vyučuje na Brandeis University, především pak odvětví zkoumající rasu.
Důležitou roli v životě Patricie Hill Collinsové hrála poradkyně na Brandeis University Pauli Murray, též afroamerického původu. Pauli Murray se během 50. a 60. let 20. století angažovala v tzv. Civil Right Movement, Afroamerickém hnutí za občanská práva. Spojovala je myšlenka budování mezigenerační komunity a vize změny ve společnosti. Již během studia na univerzitě se Patricia zapojovala do vzdělávacích programů například v rámci bostonské černé komunity (Boston's Black community).
Po ukončení školy se rozhodla ve vzdělání pokračovat na Harvardově univerzitě, kde získala titul MAT (Masters of Art in Teaching) v oboru sociální vědy. Působila jako pedagogická pracovnice a aktivně se angažovala ve vývoji učebních osnov s ohledem na multikulturní vzdělávání například na škole St. Joseph School v Rixbury.
Mezi lety 1976–1980 působila jako ředitelka Afroamerického centra na Tufts University. Zde během svého působení potkala svého budoucího manžela Rogera Collinse. V roce 1977 se vzali a o dva roky později se jim narodila dcera Valerie. Dalšího vzdělání se Patricia nevzdala, v roce 1980 se vrátila na Brandeis University, kde usilovala o doktorát v oboru sociologie. O čtyři roky později je jí udělen titul PhD. Milníkem je její členství v ASA, Americké sociologické asociaci, neziskové organizaci založené roku 1905, v rámci které se zaměřovala na menšiny. V roce 1982 se rodina Collinsova přestěhovala do Cincinnati v Ohiu, kde Roger získal pracovní pozici na Cincinnatské univerzitě. Později se k němu připojí i jeho žena, na katedře Afroamerických studií působila Patricia řadu let, mezi lety 1999–2002 jí předsedala. Jejím dalším působištěm se stala Marylandská univerzita, zde začala pracovat jako univerzitní profesorka. S absolventy se věnovala tématům jako je rasa, feminismus nebo teorie sociologie. Důkladněji pak ve svém výzkumu analyzuje, jakou konkrétní roli hrají faktory, jakými jsou například rasa, třídní původ, gender, sexualita, národnost nebo věk, při budování moci. Zaměřuje se na zkušenosti mladistvých afroamerických žen a mužů během vzdělávání, s nezaměstnaností či s politickým aktivismem.
V průběhu let si Patricia Hill Collinsová vybudovala širokou a mezinárodní síť kontaktů. Měla tak možnost cestovat, navštívila například Durban v Jihoafrické republice, Berlín v Německu, Oslo v Norsku nebo Bristol ve Velké Británii. Její práce ji zavedla do mnohých komunit, což ji pomáhalo pochopit souvislosti mezi různými skupinami a co to znamená překonat a vymanit se ze škatulky rasy, třídy nebo genderu.
Patricia Hill Collinsová se v roce 2009 stala jubilejní 100. prezidentkou ASA. Poprvé se tak do čela této národní organizace dostává afroamerická žena. Boří tak hranice a v novém tisíciletí je inspirací nejenom všem ženám, ale také všem lidem barevné pleti.

### Členství ve spolcích
Během svého života se stala členkou mnoha spolků, jako například: Sociologové pro ženy ve společnosti (Sociologists for Women in Society), neziskové organizace Východní sociologická společnost (Eastern Sociological Society, Společnost pro fenomenologii a existencialismus (Society for Phenomenology and Existential Philosophy nebo asociace založená roku 1977 na podporu žen během studií National Women's Studies Association.

## Výzkum
Patricia Hill Collinsová na sebe poprvé upoutala pozornost ve větším měřítku svým článkem „Learning from the Outsider Within“, ve kterém reflektuje svou pozici ve společnosti jako tzv. „cizinec uvnitř“, tedy jako afroamerická žena v akademickém prostředí, kde musela čelit útlaku a nerovnosti. Tato práce se zabývá sebereflexí těchto žen, afroamerickou kulturou a povahou útlaku. V této práci také vysvětluje, že všechno poznání je utvářeno ze specifické pozice jedince ve společnosti.
Ve své knize Black Feminist Thought: Knowledge, Consciousness, and the Politics of Empowerment, kterou vydala v roce 1990, se Patricia Hill Collinsová zabývala konceptem intersekcionalismu útlaku. Collinsová poukazovala na nepřesnost hierarchické struktury útlaku, ve které je dominantní sociální stratifikace a rasa je nadřazená pohlaví. Ve své práci vysvětluje, že je třeba se dívat na útlak, spíš než jako na hierarchii, jako na různé sféry, které se vzájemně překrývají, čímž vzniká systém moci. Toto ukazovala na příkladu sociální skupiny afroamerických žen, které mají zvláštní postavení v tomto systému. Vysvětluje, že afroamerické ženy, které dosáhly úrovně středních tříd, stále čelí rasismu a sexismu, takže jim vyšší sociální třída nepomohla od útlaku. Její kniha se věnuje konceptu útlaku z pohledu utlačovaných skupin a jak se utlačované skupiny vnímají v rámci systému moci. V roce 2000 10. edici této knihy obohatila o vliv sexuální orientace na intersekcionalismus a rozšířila své analýzy o moci.
V roce 1998 vydala svou druhou knihu Fighting Words: Black Women and the Search for Justice, kde se znovu zabývá konceptem „cizince uvnitř“ a nově se věnuje taktikám, kterými afroamerické ženy bojují proti útlaku. Patricia Hill Collinsová ve svém výzkumu klade velký důraz na důležitost zkoumání jedinečného pohledu utlačovaných skupin, které jsou dle ní klíčové pro sociologický výzkum. V roce 2004 vydala knihu Black Sexual Politics, ve které se znovu věnuje intersekcionalismu útlaku s hlubším zaměřením na vliv sexuální orientace a tomu, že útlaku se musí čelit jako celku. V této knize dochází autorka k tvrzení, že společnost se nikdy nebude moci posunout za hranici diskriminace a utlačování, dokud se lidé sami mezi sebou nepřestanou utiskovat, ať na základě rozdílné rasy, sexuální orientace nebo třídního postavení.

## Kariérní ocenění
Vydala více než 40 článků a esejí, ve kterých se zabývala nejen sociologií, ale i filozofií a psychologií, za které získala mnohá ocenění.
- Cena fakulty roku na Cincinnatské univerzitě (1991)
- Cena C. Wright Millse za první vydání Black Feminist Thought (1991)
- Cena za významnou publikaci od AWP za Black Feminist Thought (1991)
- Cena za vynikající služby pro afroamerické studenty na Cincinnatské univerzitě (1993)
- Byla jmenována profesorkou sociologie Cincinnatské univerzitě, což z ní učinilo vůbec první Afroameričanku a pouze druhou ženu, která zastávala tuto pozici (1996)
- Emeritní status z Marylandské univerzitě v College Parku (2005)
- Významný univerzitní profesor na Marylandské univerzitě v College Parku (2006)
- Cena Americké sociologické asociace za Významnou vědeckou knihu Black Sexual Politics (2007)
- Cena Morrise Rosenberga za studentské mentorství na Marylandské univerzitě (2009)
- Cena absolventů na Harvardově postgraduální škole vzdělání (2011)